# علي رضا منصوريان
علي رضا منصوريان ((بالفارسية: علی‌رضا منصوریان)؛ مواليد 2 ديسمبر 1971 في طهران) هو لاعب كرة قدم إيراني دولي سابق كان يلعب كلاعب وسط. اعتزل اللعب عام 2008. سبق له أن لعب في كأس العالم لكرة القدم مع منتخب بلاده. بدأ مسيرته الرياضية عام 1993 مع بارس خودرو.

## روابط خارجية
- علي رضا منصوريان على موقع الاتحاد الدولي (مؤرشف)  (الإنجليزية)
- علي رضا منصوريان على موقع قاعدة بيانات كرة القدم.إي يو (الإنجليزية)
- علي رضا منصوريان على موقع ناشيونال فوتبول تيمز (الإنجليزية)
- علي رضا منصوريان على موقع عالم كرة القدم.نت (الإنجليزية)